# Pequeño dodecahemicosacrono
En geometría, el pequeño dodecahemicosacrono es el dual del pequeño dodecahemicosaedro. Es uno de los nueve hemipoliedros, y visualmente es indistinguible del gran dodecahemicosacrono.
Dado que los hemipoliedros tienen caras que pasan por el centro de la figura, los duales tienen sus correspondientes vértices en el infinito; más concretamente, en el infinito del plano proyectivo real. En los Modelos duales de Magnus Wenninger, se representan mediante prismas que se cruzan entre sí, cada uno de los cuales se extiende en ambas direcciones hasta el mismo vértice en el infinito, para mantener la simetría. En la práctica, los prismas del modelo se cortan en un punto determinado para hacer la figura menejable. Wenninger sugirió que estas figuras son miembros de una nueva clase de figuras de estelación, a las que denominó estelaciones hasta el infinito. Sin embargo, también sugirió que en sentido estricto no son poliedros, porque su construcción no se ajusta a las definiciones habituales.
Dado que el pequeño dodecahemicosaedro tiene diez caras hexagonales que pasan por el centro del modelo, se puede considerar que tiene diez vértices en el infinito.